# Cartier (entreprise)
Pour les articles homonymes, voir Cartier.
Cartier est une entreprise du secteur du luxe qui conçoit, fabrique, distribue et vend des bijoux, des montres, des lunettes, des parfums, des sacs et des portefeuilles. Fondée à Paris en 1847 par Louis-François Cartier, l'entreprise est restée sous le contrôle de la famille jusqu'en 1964. La marque est rendue célèbre par son petit-fils Louis Cartier. En 1899, Alfred Cartier décide d’implanter l’entreprise familiale 13 rue de la Paix à Paris, adresse actuelle et cœur historique du savoir-faire de l'entreprise. Rapidement, celle-ci acquiert une dimension internationale. Elle s’installe également à Londres en 1902 puis à New York sept ans plus tard. Cartier a une longue histoire de la vente aux personnes de la royauté et aux célébrités. La marque est bien connue pour ses bijoux exceptionnels et ses montres comme le « Bestiaire », les diamants portés par Liz Taylor ou la première montre-bracelet dès 1904, la « Santos ». La réputation de Cartier est liée à la qualité de son savoir-faire, mais est également ainsi pionnier de l’horlogerie. Dès les premières années du XXe siècle, des pièces modernes de couleurs vives aux formes stylisées et géométriques, précurseur de ce qui sera l’Art déco font leur apparition. Dans les années 1910, le motif « Panthère » devient l’emblème de la maison. Au fil des années la marque lance la montre Tank (1917), la bague Trinity (1924), le bracelet Love (1969) qui deviennent, eux aussi, des classiques.

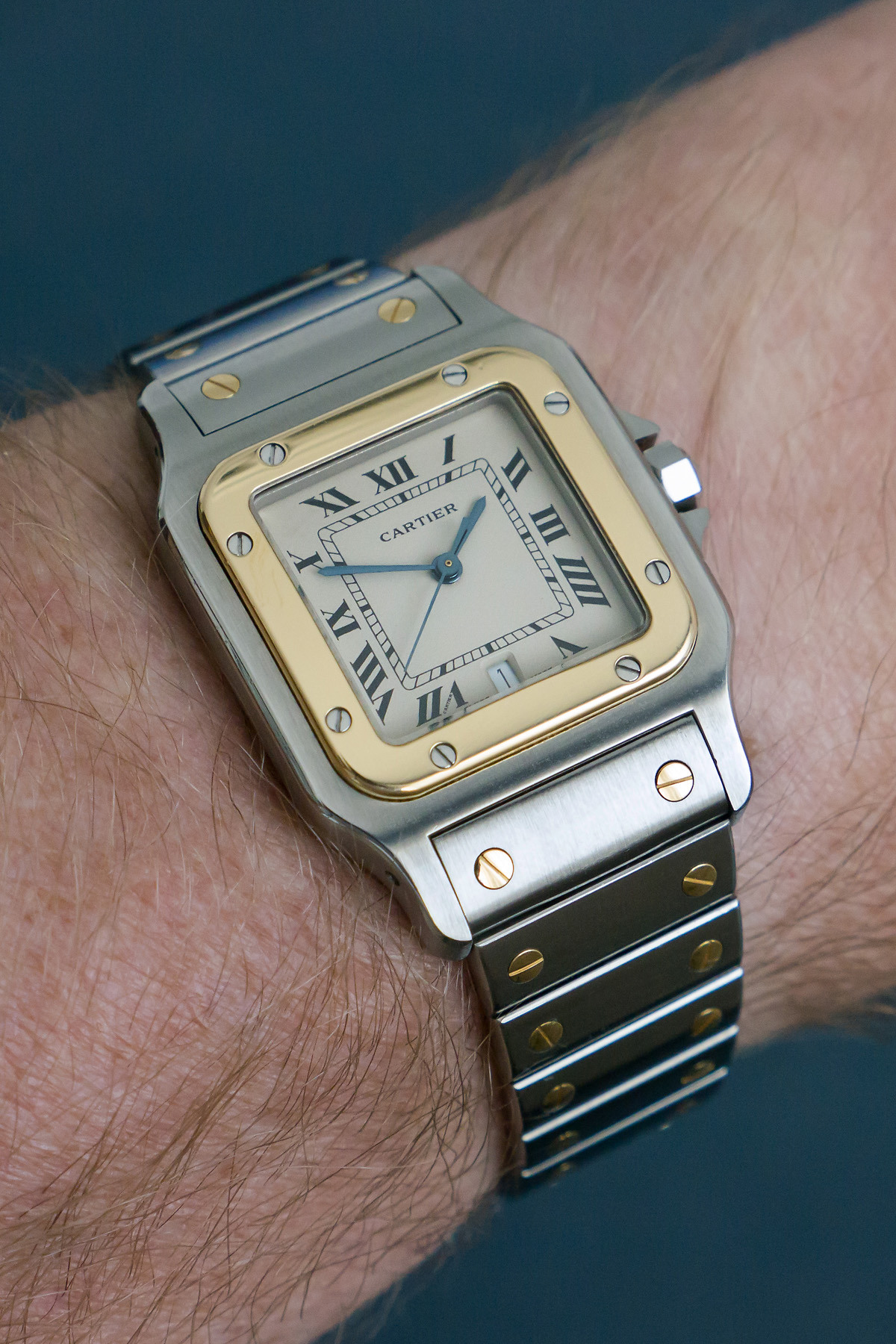
Cartier Santos - acier et or - 1988.

Cartier est également mécène et encourage l’art contemporain, avec la Fondation Cartier pour l’art contemporain. De nos jours, Cartier est une filiale en propriété exclusive de la Compagnie Financière Richemont SA dont le siège est à Genève.

## Historique
Louis-François Cartier (1819-1904) reprend l’atelier de bijouterie artisanale de son maître Adolphe Picard, 29 rue Montorgueil à Paris en 1847. Dès l'année suivante, implantée par Louis-Joseph le fils de Louis-François, l'horlogerie est présente au sein de l'établissement. Cinq ans plus tard, l'entreprise qui est passée d'un simple atelier à un point de vente, commercialise au 5 Rue Neuve-des-Petits-Champs ses premières montres de gousset, des montres pendentifs, broches et châtelaines pour dame. Louis-François forme son fils, Alfred (1841-1925) qui prendra par la suite la tête de l'entreprise en 1874. Cartier déménage à une nouvelle adresse, au 9 boulevard des Italiens, en 1859.
Louis Joseph Cartier (1875-1942), fils aîné d’Alfred, est associé à son père. Il voyage beaucoup, cherchant pierres ou inspiration de par le monde. Évolution majeure pour son avenir, Cartier s’installe en 1899 au 13 rue de la Paix, dans ce qui est le centre mondial de la mode et du luxe avec Worth, Guerlain ou Doucet. Le domaine de la joaillerie bénéficie depuis de nombreuses années de l’apparition d'une haute bourgeoisie friande, tout comme l'aristocratie, de bijoux. Chose rare pour l'époque, l'entreprise possède son propre studio de création lui permettant de se différencier avec des pièces maison : le style de Cartier se construit peu à peu,. Cartier, précurseur de la joaillerie puis plus tard de l'horlogerie, impose le platine dès 1900 : ses bijoux d’inspiration néoclassique de diamants sur monture de platine, le style « Guirlande », remportent un vif succès auprès de la clientèle royale du monde entier : en plus de l'allègement de poids et la souplesse pour les diadèmes, Cartier révolutionne le domaine de la joaillerie dans le style comme la technique, résolument nouveaux. Le style « Guirlande » restera au cours des décennies puisqu'il est représenté de nos jours par la couronne affichée sur les boites rouges de Cartier.
Pierre Camille Cartier (1878-1964), second fils d’Alfred, ouvre une succursale à Londres au début du XXe siècle, au 4 New Burlington Street à l’occasion du couronnement du roi Édouard VII. Pour cet événement, le roi commande 27 tiares puis accorde à l'entreprise son premier brevet de fournisseur officiel du roi d’Angleterre, en 1904. Édouard VII appelle alors Cartier « le joaillier des rois et le roi des joailliers ». Il sera suivi de nombreux autres brevets délivrés par les cours royales du monde entier. 
Jacques-Théodule Cartier (1884–1941), troisième fils d’Alfred, prend la direction de la succursale de Londres quand son frère Pierre part pour ouvrir et diriger celle de New York.
Les montres gousset sont peu pratiques en avion : Louis Cartier crée en 1904 pour son ami l’aviateur brésilien Alberto Santos-Dumont une montre spécifiquement conçue pour être portée au poignet avec un bracelet de cuir, qui sera commercialisée plus tard en 1911,. Des bijoux annonçant le style Art déco caractérisé par des formes abstraites et géométriques apparaissent également à cette époque. La création de la première montre-bracelet appelée « Tonneau » a lieu en 1906 : rapidement, l'horlogerie est un succès commercial.

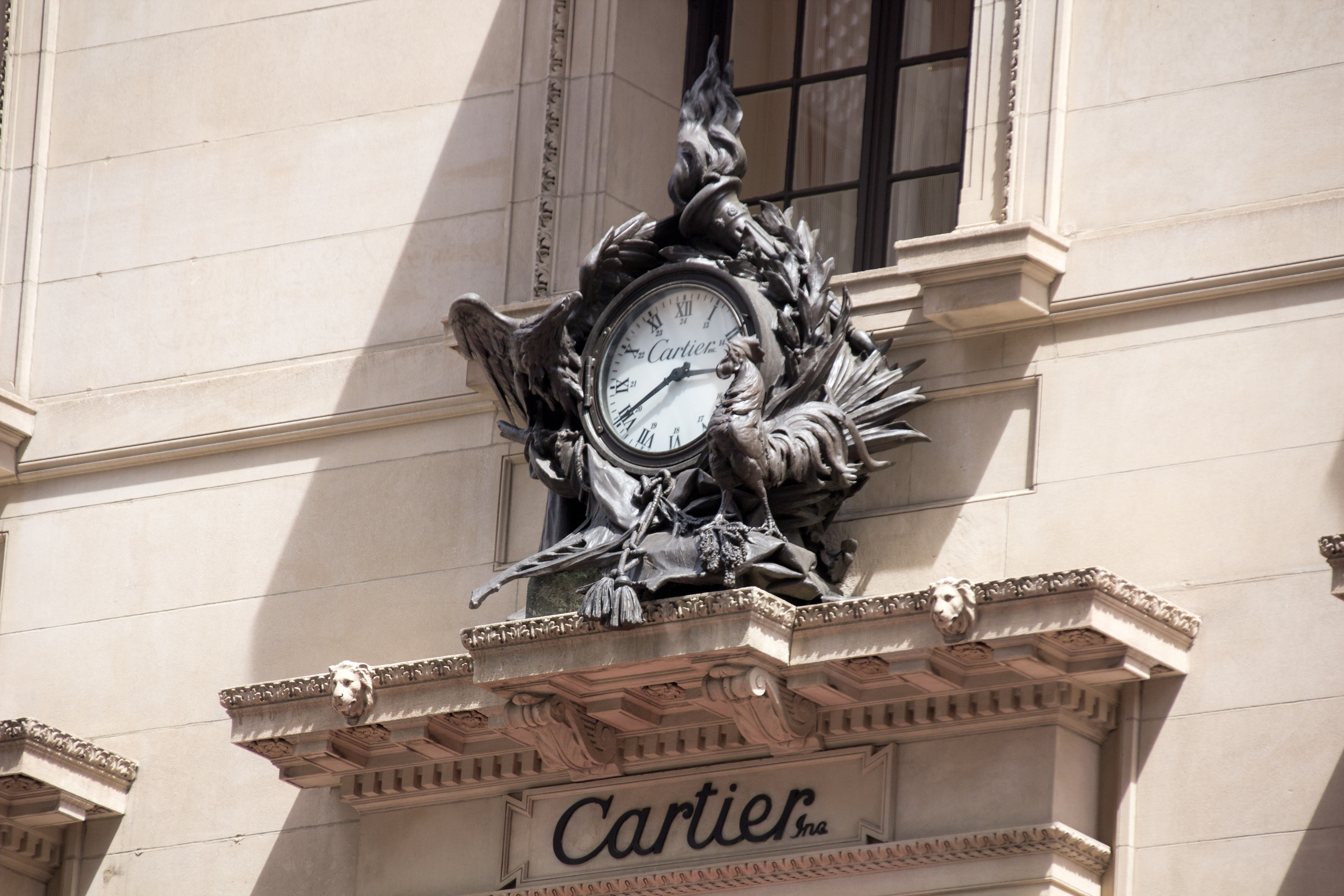
L'horloge devant la boutique new-yorkaise.

Après la capitale britannique, Pierre Cartier ouvre en 1909 une succursale à New York au 712, Fifth Avenue (cet hôtel particulier luxueux aménagé par William W. Bosworth (en), où se trouve toujours de nos jours Cartier, est classé au patrimoine de la ville depuis 1970). Il acquiert l'immeuble (construit en 1904 par Robert W. Gibson) en l'échangeant à une cliente, Maisie Plant, contre un collier de perles d'une valeur d'un million de dollars, et y fait installer une horloge monumentale en bronze ornée d'un aigle américain et d'un coq français, symbole d'amitié entre les deux pays, ce qui lui vaut en 1917 la médaille d'or du Committee of Architectural Harmony. Une nouvelle adresse à Londres au 175-176 New Bond Street voit également le jour.
Les premiers bijoux de style chinois et japonais produits par Cartier datent de 1877, mais c'est à partir de 1913 que la maison propose au public des pièces d'inspiration orientale, notamment de style hindou, persan ou encore tibétain et surtout à partir de 1920 que des apprêts et des objets venus d'Asie sont intégrés aux collections.
La première pendule mystérieuse « Modèle A » est diffusée en 1912 ; elle sera suivie d’autres modèles emblématiques tels le modèle « Portique » en 1923. Premier décor « taches de panthère » en 1914, ornant la lunette d’une montre-bracelet ronde pour dame en onyx et pavage de brillants, ainsi que cinq ans plus tard la première montre « Tank » fine et légère bien qu'inspirée, selon la tradition, des véhicules de combat de la Première Guerre mondiale ; celle-ci sera maintes fois réinterprétée dans les décennies suivantes. Entretemps, la boutique de New York est transférée en 1917 au 653, Fifth Avenue. Le style égyptien s'impose après la découverte du tombeau de Toutânkhamon puis le style d'inspiration indienne quelques années après. La bague — ainsi que le bracelet — aux trois anneaux réunissant trois ors de couleurs différentes appelés « Trinity » est créé deux ans après, inspirée d'une bague traditionnelle russe ; Jean Cocteau en fera une icône, immense succès pour la marque portée par Sophia Loren et Carlo Ponti, Alain Delon et Romy Schneider, Ali MacGraw et Steve McQueen ou encore Kim Kardashian et Kanye West plus récemment. 
La participation de Cartier à l’Exposition internationale des Arts décoratifs et industriels modernes à Paris au pavillon de l’Élégance en 1925 est remarquée. Cartier est alors depuis des décennies en quête des créations des grands couturiers parisiens afin de corréler leurs réalisations à la mode.
Jeanne Toussaint surnommée « la Panthère » par Louis Cartier, est nommée directrice de la Joaillerie Cartier en 1933 ; elle y restera jusqu'en 1970. La panthère, apparue précédemment – les dessinateurs de la maison ont l'habitude d'aller dessiner des croquis des animaux du jardin des Plantes et du zoo de Vincennes –, prend alors une place prépondérante dans les créations de Cartier. L'américaine Daisy Fellowes commande en 1936 un collier « Tutti Frutti » par la suite transformé.
Le bijou « l’Oiseau en cage » est créé en 1942 par Jeanne Toussaint comme symbole de l’Occupation, ce qui lui vaut d'ailleurs des ennuis avec les Allemands. En 1944, la broche « l’Oiseau libéré » célèbre la Libération. 

### Après la Seconde Guerre mondiale

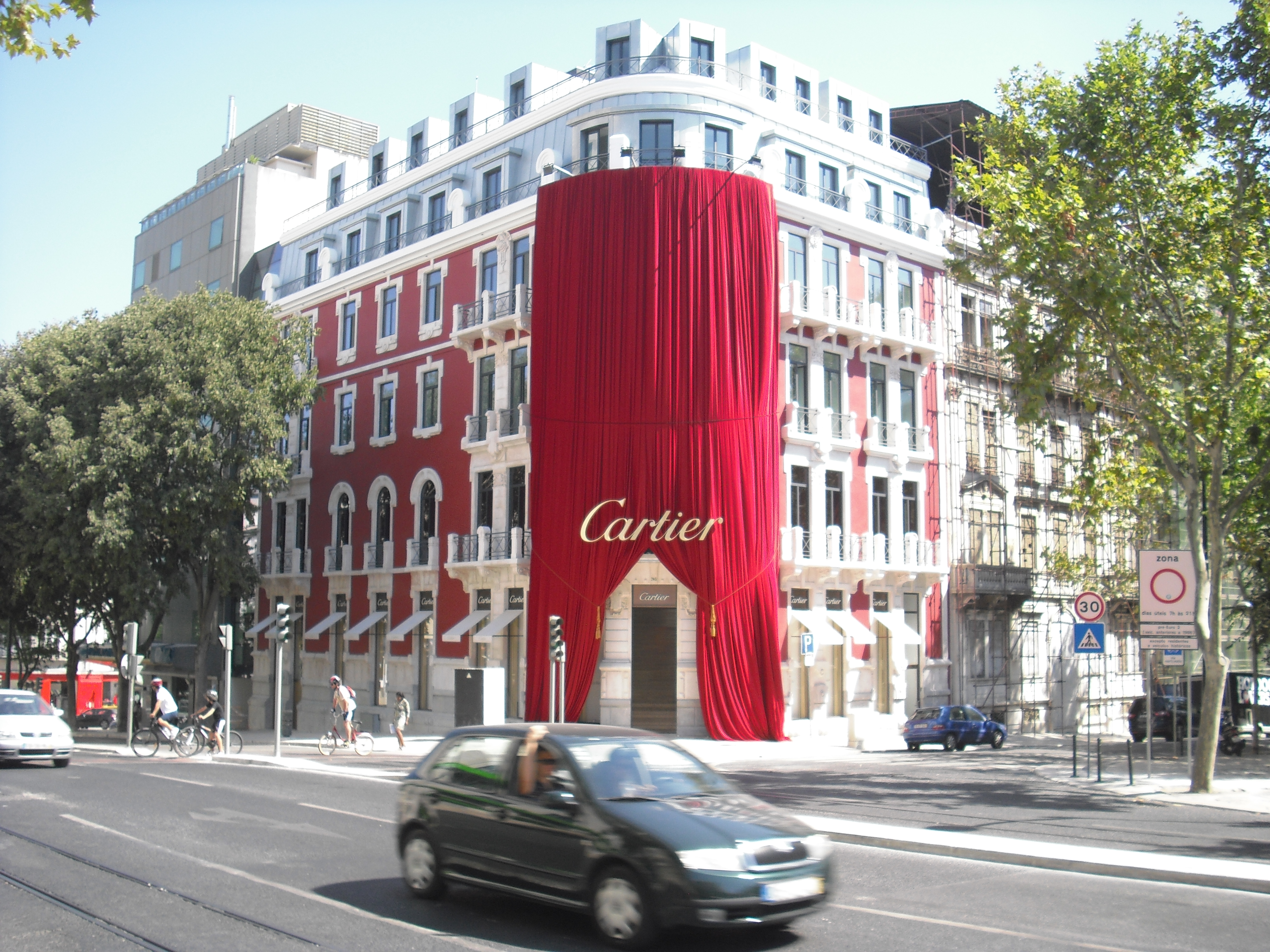
Un magasin Cartier à Lisbonne, sur l'avenue de la Liberté.

En 1955, l'entreprise réalise l’épée d’académicien de Jean Cocteau pour son entrée à l’Académie française d’après son propre dessin.
En 1973, Robert Hocq (alors président de l'entreprise) et Alain-Dominique Perrin créent le concept « Les Must de Cartier ». La même année, l'entreprise décide de racheter les pièces les plus emblématiques afin d'établir sa propre collection. C'est depuis cette époque que de nombreux modèles historiques sont réédités ou bien évoluent comme la montre Santos de Cartier sur bracelet or et acier commercialisé en 1978.
Depuis 1983, Cartier a entrepris de racheter des bijoux, montres et objets portant sa signature, afin de se constituer une vaste collection historique. En 1989 a lieu au Petit Palais la première grande rétrospective de la marque avec l'exposition L’Art de Cartier. Cette exposition a depuis été suivie de plusieurs grandes rétrospectives à travers le monde, comme la Chine, dans des institutions prestigieuses dont vingt-quatre ans plus tard au Grand Palais où Cartier expose 600 pièces de collection.
En 1984 à Jouy-en-Josas est créée la Fondation Cartier pour l’art contemporain.
En 1992, l'ouverture de la manufacture horlogère de Villeret dans le Jura suisse complète un ensemble d'une dizaine d'ateliers disséminés au sein du berceau de l'horlogerie suisse.
En 1994, la Fondation Cartier pour l’art contemporain s’installe boulevard Raspail à Paris au sein d'un bâtiment signé Jean Nouvel.
En 2001 est créée la manufacture horlogère de la Chaux-de-Fonds. Cette même année, à New York, l'intersection de la Fifth Avenue et de la 52e rue est officiellement baptisée « Place de Cartier ».
En 2006, Cartier crée un parfum sur mesure au 13 rue de la Paix à l’occasion de la rénovation de la boutique historique. Cartier est cofondateur du « Council for Responsible Jewellery practices ». La Maison devient l’un des membres actifs du Women's Forum for the Economy and Society.
En 2010, au cours de la 25e Biennale des Antiquaires, Cartier présente l’émeraude moghole centrale qui ornait autrefois le collier dit Bérénice présenté en 1925 à l’Exposition internationale des Arts décoratifs et industriels modernes à Paris.
En plus de 160 ans, Cartier s’est implanté dans le monde entier, fort d’un réseau de 200 boutiques.

### Collections
- 1970 : Collection de joaillerie « Love »
- 1973 : Collection « Les Must de Cartier »
- 1982 : Première collection dite de nouvelle joaillerie, sur le thème des ors et des pierres.
- 1983 : Collection ancienne Cartier (aujourd’hui Collection Cartier), destinée à illustrer l’évolution historique et stylistique de la Maison
- 2005 : Collection de haute joaillerie « Caresse d’orchidées »
- 2007 : Collection de joaillerie « Inde mystérieuse »[26], puis de la montre « Ballon Bleu »[27].
- 2008 : Collection de Haute Horlogerie « Ballon Bleu de Cartier Tourbillon »[28] (calibre 9452 MC, le premier calibre chez Cartier à arborer le Poinçon de Genève).
- 2008 : Collection de haute joaillerie « Chimères et Dragons » à la 24e Biennale des Antiquaires, à Paris[29]
- 2009 : Collection de haute Joaillerie « Secrets et Merveilles »

### Pièces emblématiques
- 1969 : Création du « Love bracelet pour Cartier » par Aldo Cipullo ; celui-ci a la particularité de ne pouvoir être fermé qu'avec un tournevis spécifique de la marque[16].
- 1983 : Création de la montre Panthère
- 1985 : Présentation de la montre « Pasha »
- 1996 : Commercialisation de la montre « Tank Française »[30]
- 2001 : Commercialisation de la montre « Roadster »
- 2010 : Création du mouvement Astrotourbillon et de la montre Calibre de Cartier.

## Direction
Bernard Fornas est nommé PDG de Cartier en 2002. Dès l'année suivante lors de la mise en place du processus de Kimberley, Cartier adopte les mesures de lutte contre les diamants de la guerre.
Stanislas de Quercize prend la fonction de PDG en 2012, remplaçant Bernard Fornas. Ce dernier, après dix ans à la tête de la marque, rejoint le conseil d'administration de Richemont en tant que codirecteur général. 
Au départ de Stanislas de Quercize de la société pour raisons personnelles en novembre 2015, il est remplacé à la tête de la marque par Cyrille Vigneron.
Depuis le 1er septembre 2024, Cyrille Vigneron est remplacé par Louis Ferla, ancien directeur général de la marque Vacheron Constantin.

## Manufactures

### Joaillerie
Sa manufacture de joaillerie est située au Locle en Suisse.

### Horlogerie
Le département horloger de Cartier est en Suisse, où près de 1 600 employés travaillent au sein de six manufactures au cœur d’une région de grande tradition horlogère. La principale se situe à La Chaux-de-Fonds, inscrite avec sa voisine Le Locle au patrimoine mondial de l'UNESCO pour son « urbanisme horloger », où près de 175 métiers sont répartis sur 30 000 mètres carrés.
En septembre 2013, Cartier inaugure à Couvet un bâtiment de production horlogère de près de 5500 mètres carrés devisé à quelque 30 millions de francs suisses.
En 2016, Richemont inaugure à Genève son campus sur un terrain de 26 000 m2. Il accueille plus de 1 000 personnes des marques du groupe et des apprentis au sein de son École des métiers et artisans de haute horlogerie. Cartier, comme la manufacture Roger Dubuis, y dispose de son propre bâtiment.
En 2017, Cartier déplace toutes ses activités de son site de Couvet (NE) sur différents sites, avec ses 150 employés. Les activités de production de mouvements sont déplacées à Buttes (NE), chez ValFleurier (le fabricant de mouvements horlogers pour le groupe Richemont), les activités d’habillage sont déplacées chez Donzé-Baume, aux Breuleux (JU). Le bâtiment moderne de Couvet sera utilisé pour de la formation.

## L'histoire par ses clients
De nombreuses personnalités royales et aristocratiques comptent parmi la clientèle de Cartier : au début du XXe siècle, l'entreprise est fournisseur officiel d'Edouard VII d'Angleterre, puis d'Alphonse XIII d'Espagne, de Georges Ier de Grèce, du tsar Nicolas II, de la reine Marie de Roumanie, d'Élisabeth de Belgique, du roi Zog d'Albanie, du roi de Siam, mais également au Portugal, en Serbie, en Égypte ou encore à Monaco. Plus récemment, c'est le prince de Galles qui accorde sa confiance à Cartier en 1997.
Dès ses débuts, Louis-François Cartier et Alfred ont pour cliente l'Impératrice Eugénie, ce qui assoit la réputation du joaillier. La princesse Mathilde, nièce de Napoléon Ier et cousine de l’empereur Napoléon III, effectue son premier achat en 1856 ; elle restera une cliente fidèle. Le diadème de la Princesse Marie Bonaparte aux feuilles d'olivier marque le faste des Bonaparte ; elle se marie avec le prince Georges de Grèce parée de bijoux Cartier. Un imposant collier de diamants aux teintes rouges est créé pour Bhupinder Singh Maharaja de Patiala qui l'offre à sa maharani. Le duc de Windsor commande à Jeanne Toussaint des bijoux somptueux pour Wallis Simpson, dont la broche « Flamant Rose », le collier « Draperie », la célèbre « panthère » en trois dimensions qui connait une renommée importante et même un étui à cigarettes en or. Grace Kelly dispose d'une large collection de bijoux, comme sa bague de fiançailles, reçue en 1955 du prince Rainier dans un salon du magasin new-yorkais, ses insignes princiers ou diverses broches ainsi que des clips qu'elle porte à la naissance du prince Albert. La duchesse de Cambridge se marie avec un diadème Cartier datant de 1936, commandé à l'origine par le roi George VI pour sa femme puis offert à Élizabeth à sa majorité.
Pierre Cartier vend le diamant bleu « Hope » à une cliente américaine, la socialite Evalyn Walsh McLean (en) et compte la comédienne Ève Lavallière ou la mondaine Doris Duke dans ses clientes. La Belle Otero multiplie amants et bijoux, affirmant qu'« un homme qui possède un compte chez Cartier ne peut être considéré comme laid. » Porter des bijoux Cartier est une forme de reconnaissance à la Belle Époque. Bien plus tard, Liz Taylor, qui écrira le livre My Love Affair With Jewerlry sur sa collection de bijoux, est une habituée de la marque recevant des cadeaux de Richard Burton ou Mike Todd. Le collier composé du diamant poire de 69 carats que Burton rachète à Cartier porte le nom de « Taylor - Burton ». Autre actrice, Gloria Swanson est également une fidèle de la marque tout comme Maria Felix qui possède un « Collier Crocodiles ». Brigitte Bardot reçoit de Gunter Sachs un ensemble de trois bracelets pour leur anniversaire de mariage et Yves Montand une montre « Tank » de Simone Signoret.
Pablo Emilio Escobar Gaviria a porté des montres Cartier durant son règne au sein du cartel de Medellín Colombia.
Dans Wall Street en 1988, Michael Douglas symbole du style yuppie porte ostensiblement une montre « Santos » en or. 
Au cinéma, le bracelet Love apparaît au poignet d'Elizabeth Taylor en 1972 dans Une belle tigresse, et à celui de Sharon Stone dans Sphère en 1998. Sur scène, il est l'unique bijou porté par Tina Turner lors de son come-back en 1983.

### Source
- Caroline Cox (trad. de l'anglais, préf. Cameron Silver), Le luxe en héritage : Secrets d'ateliers des grandes maisons, Paris, Dunod, 2014 (1re éd. 2013), 285 p. (ISBN 978-2-10-070551-1), « 1847 : Cartier », p. 86 à 91